# Pará (calciatore 1995)
Pará, pseudonimo di Anderson Ferreira da Silva (Capanema, 23 agosto 1995), è un calciatore brasiliano, difensore del São Bernardo.

## Caratteristiche tecniche
Gioca come terzino sinistro.

## Palmarès

### Competizioni statali
- Campionato Baiano: 1

Bahia: 2014
- Campionato Paranaense: 1

Atlético Paranaense: 2016

### Competizioni nazionali
- Campeonato Brasileiro Série B: 1

América-MG: 2017
- Campeonato Brasileiro Série C: 1

Mirassol: 2022